# Neosciomyza peckorum
Neosciomyza peckorum is een vliegensoort uit de familie van de Helosciomyzidae. De wetenschappelijke naam van de soort is voor het eerst geldig gepubliceerd in 2012 door McAlpine.